# Wim Lagendaal
Willem „Wim“ Lagendaal (* 13. dubna 1909 Rotterdam – 6. března 1987 tamtéž) byl nizozemský fotbalista. Byl reprezentantem Nizozemska, byl členem týmu, který hrál na Mistrovství světa ve fotbale 1934. Celou svou kariéru hrál za XerxesDZB.

## Klubová kariéra
Začal hrát fotbal v mládežnickém týmu rotterdamského klubu XerxesDZB. V roce 1929, ve věku 20 let, se stal hráčem A-týmu.

## Reprezentační kariéra
Dne 2. listopadu 1930 debutoval za reprezentaci proti Švýcarsku. Dne 29. listopadu 1931 hrál proti Francii a dne 20. března 1932 proti Belgii zaznamenal hattrick. Vstřelil celkem 7 z 8 gólů své země v těchto zápasech.
Byl součástí nizozemského týmu na Mistrovství světa ve fotbale 1934 v Itálii, na turnaji nehrál.
Celkem odehrál za Nizozemsko 15 zápasů, ve kterých vstřelil 13 branek.